# Comtat de Gien
El comtat de Gien fou una jurisdicció feudal de França centrada a Gien-le-Vieux a l'actual departament del Loiret.
Fou de fet una senyoria iniciada per Esteve de Vermandois, vers l'any 1000; extinta la primera branca senyorial va passar als comtes de Nevers per matrimoni, i es van titular de fet comtes; el 1156 el domini fou conquerit pels senyors de Donzy; el senyor o comte de Gien, Pere de Courtenay, comte de Nevers, va cedir Gien a la corona el 1199 per anar a la Croada.